# Vrijlaat
Vrijlaat was de naam gegeven aan burgers van het Brugse Vrije. Na de Godsdienstoorlogen, toen het Vrije opgesplitst werd in het Brugse Vrije en het Vrije van Sluis bleef men spreken van Vrijlaat in beide rechtsgebieden. 

## Oorsprong
In het feodale tijdperk werd de naam 'lijfeigene' vaak door het synoniem 'laat' vervangen. Een laat of lijfeigene was iemand die lijfelijk aan iemand toebehoorde en daarmee weinig of geen persoonlijke vrijheid kende. De onvrije status werd na enkele eeuwen het eerst overboord gegooid in de steden, waar de inwoners 'poorter' werden (of een andere naam die de burgerschap aanduidde), een nationaliteit die ze verwierven hetzij door geboorte, hetzij door huwelijk, hetzij door het betalen van een taks.
Op het platteland duurde het langer vooraleer de banden van de onderhorigen met de heer werden doorgeknipt. Binnen de heerlijkheden die waren ontstaan kon men zich stilaan vrijkopen of de vrijheid verwerven. Van 'laat' werd men in het Vrije 'Vrijlaat', wat de benaming werd voor de nationaliteit van al wie tot het Vrije, het omvangrijke gebied rondom de stad Brugge, behoorde. Het woord werd voor het eerst aangetroffen in Brugge in een document daterende van 1295.

## Poorter versus laat
In de praktijk bestonden heel wat scheidingslijnen tussen een laat van het Vrije en een poorter van Brugge, ook al woonden ze vaak naast elkaar in dezelfde stad. Sommige verenigingen in Brugge waren exclusief voor vrijlaten bestemd (bijvoorbeeld de Rederijkerskamer van de Heilige Geest of de Schuttersvereniging op Sint-Kruis), andere exclusief voor poorters van Brugge (bijvoorbeeld de Edele Confrerie van het Heilig Bloed, de Rederijkerskamer der Weerde Drie Santinnen, de Schuttersgilde van Sint-Sebastiaan in de Carmersstraat en ook de meeste handelsverenigingen, gilden en corporaties).
Tussen de Vrijlaten en de poorters bestond vaak na-ijver die, in hoofde van hun besturen des te scherper tot uiting kon komen doordat de stad Brugge en het Vrije hun zetel naast elkaar hadden op de Burg, en een initiatief genomen door de ene vaak aanleiding gaf tot een concurrerend initiatief vanwege de andere.
Het overstappen van het statuut van Vrijlaat naar dat van poorter, of omgekeerd, betekende zoveel als een wijziging van nationaliteit en ging dan ook gepaard met administratieve verplichtingen en met te betalen taksen.

## Van vrijlaat tot burger
Het statuut van vrijlaat (Franc-hôte) bleef rechtsgeldig tot op het einde van het ancien régime, net zo lang als de bestuurlijke entiteit 'Brugse Vrije' bleef bestaan. De wetgeving, het gewoonterecht en de jurisprudentie waaraan de vrijlaten onderworpen waren, waren verschillend van die van andere territoriale eenheden, bijvoorbeeld van de stad Brugge. Ook lang na de Franse revolutie en de afschaffing van de lokale wetten en rechtsplegingen, werd nog rekening gehouden, bij het vellen van burgerlijke vonnissen, volgens welke wetgeving contracten waren opgesteld of erfopvolgingen dienden te worden afgehandeld.
Wellicht werd het woord laat ook in andere rechtsgebieden gebruikt, maar alvast in het Vrije kwam het in courant en officieel gebruik. Laten van de appendante heerlijkheden werden gezamenlijk aangeduid als appendantlaten, maar ze werden daarnaast ook specifiek gelinkt aan de heerlijkheid waar ze laat waren. Laten van bijvoorbeeld de heerlijkheid Wijnendale werd Wijnendaallaat genoemd, en laten van de heerlijkheid Proosse proostlaat. 